# Уитни, Ларри
Лоуренс Этвуд «Ларри» Уитни (англ. Lawrence Atwood "Larry" Whitney, 2 февраля 1891 — 24 апреля 1941) — американский легкоатлет, призёр Олимпийских игр.
Лоуренс Уитни родился в 1891 году в Милбери, штат Массачусетс. В 1912 году на Олимпийских играх в Стокгольме он завоевал бронзовую медаль в толкании ядра, стал 4-м в соревнованиях по толканию ядра левой и правой руками и 20-м — в метании диска; также он принял участие в показательных соревнованиях по бейсболу.